# Heart of America
Pour plus de détails, voir Fiche technique et Distribution.
Heart of America est un drame germano-canadien d'Uwe Boll inspiré par la tragique fusillade du lycée Columbine. Heart of America a été classé R aux États-Unis par la MPAA : Rated R for Violence, Drug Use, Sexuality and Language (All Involving Teens) - Classé R (pour Restricted, accès restreint) pour scènes de violence, usage de drogue, scènes de sexe et grossièreté impliquant des adolescents.

## Synopsis
Le dernier jour d'école, à Riverton High School, se posent de multiples problèmes entre les professeurs et élèves de l'établissement. Le film retrace la journée de plusieurs personnages.

### Les professeurs
Le proviseur de Rivertion est confronté à un professeur d'anglais qui s'est laissé dépasser par ses frustrations professionnelles tandis qu'un conseiller tente de repousser un dealer qui ruine les élèves en vendant de la drogue.

### Les étudiants
La fille du proviseur a des problèmes avec son petit-ami. Dara raffole de la drogue, une étudiante enceinte évoque l'avenir avec son compagnon et un étudiant commence à reconnaitre les conséquences de ses actions.

### Les agresseurs
À l'insu des personnes présentes dans l'établissement, deux étudiants, Daniel et Barry décident de se venger de ceux qui les ont rabaissés pendant longtemps.
Barry est indécis alors que Daniel est prêt à tout pour déchaîner sa colère.

## Fiche technique
- Titre original : Heart of America
- Réalisation : Uwe Boll
- Scénario : Uwe Boll, Robert Dean Klein
- Musique : Reinhard Besser
- Production : Uwe Boll, Oliver Dungey
- Société de production : Event Filmproduktion
- Pays de production :  Canada,  Allemagne
- Langue : Anglais
- Genre : Drame, Thriller
- Durée : 87 minutes
- Date de sortie : 5 septembre 2002

## Comparaison avecElephant
Les critiques ont souvent comparé Heart of America au film de Gus Van Sant Elephant, au thème très similaire.[réf. nécessaire] Ils incluent tous deux des points de vue multiples et passent fréquemment de personnage en personnage. 

## Les films aux thèmes similaires
Après plusieurs carnages dans des établissements scolaires à la fin du XXe siècle, dont le plus médiatisé reste celui de Columbine, plusieurs films ont voulu capter une atmosphère proche de cette réalité :
- Bowling for Columbine, film documentaire de Michael Moore qui, après les événements survenus à Columbine, évoque plus généralement le problème de la vente libre de certains types d'armes à feu aux États-Unis ;
- Zero Day - Un faux film documentaire composé de vidéos amateurs faites par deux adolescents prenant d'assaut leur lycée, par Dave Cullen ;
- Elephant - Le film de Gus Van Sant qui reprend tout le carnage de Columbine. La majorité du film prend place cinq minutes avant le début de l'assaut. Le film a été acclamé par les critiques et a remporté la palme d'or au festival de Cannes 2003 ;
- Duck! The Carbine High massacre - Une comédie noire avec pour personnages principaux deux étudiants qui vont s'attaquer à leurs camarades et professeurs.
- 2:37 - Un drame australien qui retrace la vie de sept étudiants, chacun rencontrant une tragédie personnelle, et où l'un d'entre eux finira par se donner la mort.

## Article annexe
- Psychotrope au cinéma et à la télévision